# 大阪府道183号本堂高井田線
大阪府道183号本堂高井田線（おおさかふどう183ごう ほんどうたかいだせん）は、大阪府柏原市を通る一般府道である。

## 概要
柏原市大字本堂から柏原市大字高井田に至る。

### 路線データ
- 起点：大阪府柏原市大字本堂（奈良県境、奈良県道236号信貴山線終点）
- 終点：大阪府柏原市大字高井田（国豊橋北詰交差点、国道25号交点）
- 総延長：7.7 km

## 路線状況
大和川と並行する区間では片側1車線ずつ確保されているが、川を外れた青谷から雁多尾畑（かりんどおばた）の集落内は狭隘でカーブが連続する。路線バス（近鉄バス）も運行されていたが、小型バスがやっと運行できる程度の幅であり、バスには保安要員が乗るほかメロディを流し接近注意を呼びかけていた。

### 暴走行為
雁多尾畑の集落を抜けると再び片側1車線ずつが確保された山道となるが、暴走行為が多発し、2輪車の走行が禁止されている。2023年（令和5年）には住民からの苦情が契機となり、乗用車で暴走行為をしていた6人が摘発された。

## 地理

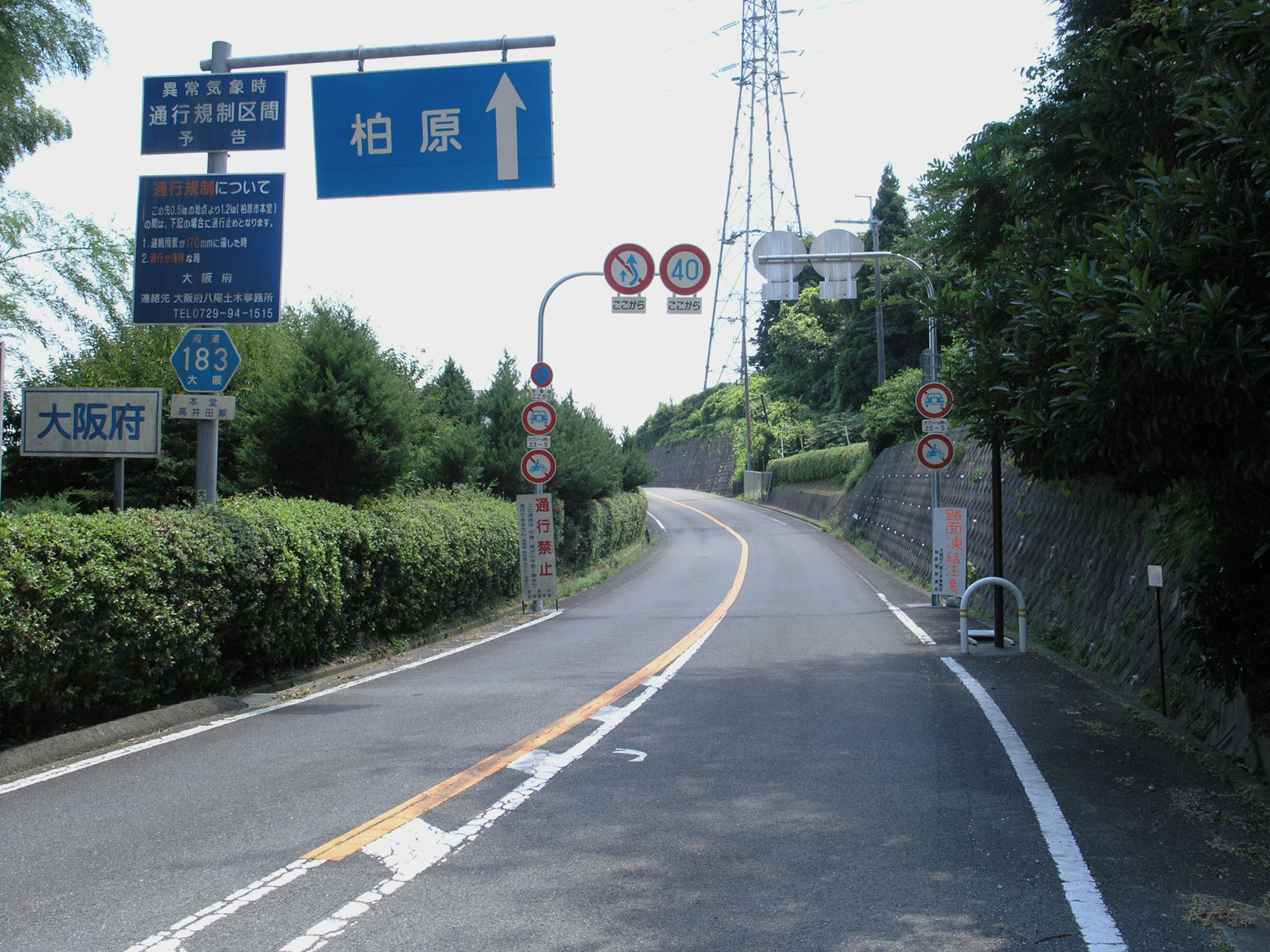
府道本堂高井田線起点（大阪府・奈良県境）

### 通過する自治体
- 大阪府
  - 柏原市

### 交差する道路
| 交差する道路          | 交差する場所 | 交差する場所            |
| --------------------- | ------------ | ----------------------- |
| 奈良県道236号信貴山線 | 大字本堂     | 起点                    |
| 国道25号              | 大字高井田   | 国豊橋北詰交差点 / 終点 |

### 交差する鉄道
- 関西本線

### 沿線
- 朝護孫子寺（奈良県内）
- 信貴生駒スカイライン（同上）
- 信貴山
- 大阪柏原聖地霊園
- 大和川
- JR西日本関西本線
  - 河内堅上駅 - 高井田駅